# بابی فیش
بابی فیش (انگلیسی: Bobby Fish؛ زادهٔ ۲۷ اکتبر ۱۹۷۶) کشتی‌گیر کشتی حرفه‌ای اهل ایالات متحده آمریکا است.